# WM Strecke
La WM Strecke è una pista sciistica situata ad Åre, in Svezia. Sul pendio, che si snoda sull’Åreskutan, si tengono gare di discesa libera e supergigante della Coppa del Mondo di sci alpino.

## Albo d'oro
Di seguito sono riportati i podi relativi alle gare documentate della Coppa del Mondo di sci alpino disputate sulla WM Strecke.

### Donne

#### Discesa libera
| Data             | Competizione                           | Prima        | Seconda       | Terza          |
| ---------------- | -------------------------------------- | ------------ | ------------- | -------------- |
| 15 marzo 2006    | Coppa del Mondo di sci alpino 2006     | Anja Pärson  | Lindsey Vonn  | Renate Götschl |
| 11 febbraio 2007 | Campionati mondiali di sci alpino 2007 | Anja Pärson  | Lindsey Vonn  | Nicole Hosp    |
| 14 marzo 2018    | Coppa del Mondo di sci alpino 2018     | Lindsey Vonn | Sofia Goggia  | Alice McKennis |
| 10 febbraio 2019 | Campionati mondiali di sci alpino 2019 | Ilka Štuhec  | Corinne Suter | Lindsey Vonn   |

#### Supergigante
| Data            | Competizione                           | Prima            | Seconda              | Terza          |
| --------------- | -------------------------------------- | ---------------- | -------------------- | -------------- |
| 16 marzo 2006   | Coppa del Mondo di sci alpino 2006     | Nicole Hosp      | Michaela Dorfmeister | Martina Ertl   |
| 6 febbraio 2007 | Campionati mondiali di sci alpino 2007 | Anja Pärson      | Lindsey Vonn         | Renate Götschl |
| 15 marzo 2018   | Coppa del Mondo di sci alpino 2018     | Sofia Goggia     | Viktoria Rebensburg  | Lindsey Vonn   |
| 5 febbraio 2019 | Campionati mondiali di sci alpino 2019 | Mikaela Shiffrin | Sofia Goggia         | Corinne Suter  |

#### Combinata alpina
| Data            | Competizione                           | Prima          | Seconda       | Terza              |
| --------------- | -------------------------------------- | -------------- | ------------- | ------------------ |
| 9 febbraio 2007 | Campionati mondiali di sci alpino 2007 | Anja Pärson    | Julia Mancuso | Marlies Schild     |
| 8 febbraio 2019 | Campionati mondiali di sci alpino 2019 | Wendy Holdener | Petra Vlhová  | Ragnhild Mowinckel |